# مانويل لينز
مانويل لينز (بالألمانية: Manuel Lenz)‏ (23 أكتوبر 1984 في ألمانيا - ) هو لاعب كرة قدم ألماني في مركز حراسة المرمى. لعب مع روت فايس آهلن ونادي أوردينغن 05 ونادي فوبرتال الرياضي ونادي بروسيا مونستر وشالكه 04 ب وSSVg Velbert ‏ وHammer SpVg ‏.

## وصلات خارجية
- مانويل لينز على موقع قاعدة بيانات كرة القدم.إي يو (الإنجليزية)
- مانويل لينز على موقع بيانات كرة القدم. دي إي (الألمانية)
- مانويل لينز على موقع عالم كرة القدم.نت (الإنجليزية)